# SECAM
SECAM este un acronim pentru « SÉquentiel Couleur À Mémoire » (forma « Séquentiel couleur avec mémoire » este greșită) - este o normă de codare a semnalului video color, inventat de francezul Henri de France (1911-1986) și aplicat în emisuni de televiziune din 1967. Este destinat formatelor video de 625 linii/50Hz. Sistemul SECAM a fost folosit în Franța, țările socialiste din estul Europei, fosta URSS și în Orientul Mijlociu. Există și norme de difuzare specifice, notate cu literele L/L', B/G și D/K sau K', prezentate în lista de mai jos:
- SECAM L/L : Franța.
- SECAM B/G : Grecia, Iran, Egipt, Arabia Saudită, Libia, Maroc, Algeria, etc.
- SECAM D/K : Bulgaria, Ungaria, Polonia, Cehoslovacia, Fosta URSS / C.S.I., etc.

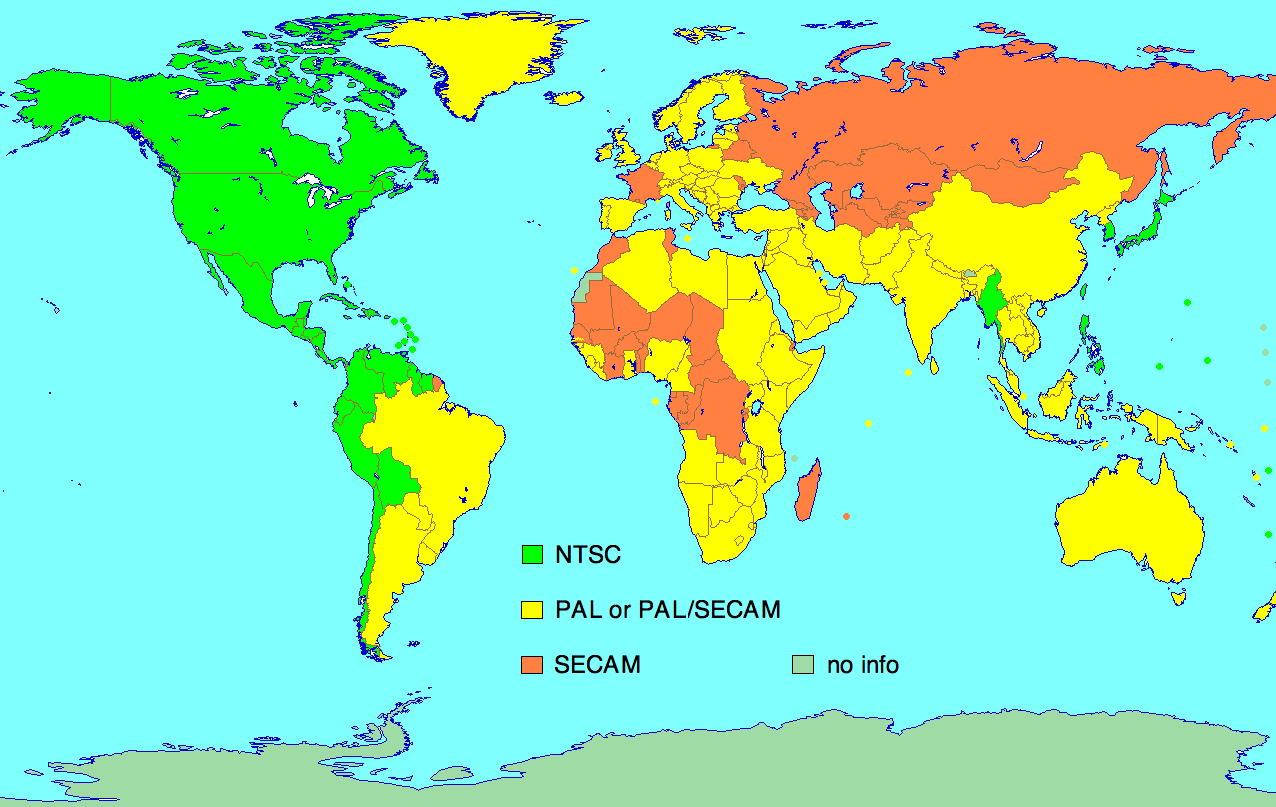
Răspândirea pe glob a diverselor standarde video

## Principiul
Spre deosebire de normele NTSC și PAL, la care cele două semnale de culoare (U=R-Y și V=B-Y) se transmit simultan, în modulație de fază, la norma SECAM se transmite doar un semnal de culoare odată și se folosește din linia precendentă informația despre cealaltă culoare. Pentru stocarea aceastei informații se folosește un dispozitiv analogic de memorare (delay line). Durata unei linii este de 64 μs. Datele pentru culoare se transmit în modulație în frecvență, ceea ce dă o mai bună stabilitate a culorilor emisiunilor TV.
Dealtfel, PAL și SECAM sunt doar niște standarde pentru subpurtătoarea de culoare, folosite în conjuncție cu mai vechile standarde pentru semnalele de bază monocrome. Numele acestor standarde sunt litere ca M, B/G, D/K și L. Aceste standarde sunt mult mai importante pentru compatibilitate decât subpurtătoarele semnalului color. Ele diferă prin modulație AM sau FM, polarizarea semnalului, banda de frecvență etc. De exemplu, un receptor TV de tip PAL D/K poate primi un semnal SECAM D/K (chiar dacă se va vedea doar alb-negru), în timp ce acesta nu va putea să decodeze sunetul unui semnal PAL B/G.

## Problemele cu standardul SECAM
Spre deosebire de PAL sau NTSC, acest semnal nu poate fi editat cu ușurința la forma sa nativă. Deoarece folosește modulația în frecvență, sincronizând două semnale SECAM nu va rezulta un semnal SECAM valid ca și în cazul PAL sau NTSC. Din acest motiv, pentru a imbina două semnale SECAM, ele trebuie demodulate. Semnalele demodulate sunt astfel îmbinate și apoi modulate din nou. De accea, post-producția se face adesea în standardul PAL, iar rezultatul se encodeaza în SECAM în momentul transmiterii semnalului. Din acest motiv, unele țări care inițial foloseau standardul SECAM, trec la PAL.
Aparatele video digitale sau DVD player-ele nu acceptă semnal analogic SECAM. Pentru a scăpa de acest inconvenient, începând cu anul 1980, majoritatea echipamentelor video din Europa folosesc conectoare SCART, permițând astfel transmiterea semnalelor RGB între echipamente. Acest lucru elimină problemele cauzate de diferențele între standardele PAL, SECAM, și NTSC.